# Герб Тыайинского наслега
Герб муниципального образования сельское поселение «Тыайинский наслег» Кобяйского улуса Республики Саха (Якутия) Российской Федерации.
Герб утверждён Решением Тыайинского наслежного Совета № 6 от 10 апреля 2008 года.
Герб внесён в Государственный геральдический регистр Российской Федерации под регистрационным номером 6438.

## Описание герба
«В лазоревом поле серебряный тонкий вилообразный крест, сопровождаемый вверху — золотой рыбой — карасём, справа — золотым чороном (сосудом для кумыса в виде горшка на трёх ножках), слева — золотой открытой книгой».